# Tátrai László
Tátrai László (1941. május 14.–?) magyar nemzeti labdarúgó-játékvezető.

## Pályafutása

### Nemzeti játékvezetés
Az NB I-ben 1974-ben debütált, az Egyetértés–Pécs (1:0) bajnoki mérkőzés vezetésével, foglalkoztatására jellemző, hogy évente 14-15 NB I-es mérkőzést vezetett. Aktív játékvezetői pályafutásától 1982-ben, a Szeged–Debrecen (3:2) bajnoki mérkőzéssel búcsúzott. Pályafutása alatt több nemzetközi válogatott, illetve klubmérkőzésen, kupatalálkozón partbíróként segítette játékvezető társát. Első ligás mérkőzéseinek száma: 112.

#### Nemzeti kupamérkőzések
Vezetett Kupa-döntők száma: 1.

##### Szabad Föld Kupa
1964 óta a falusi labdarúgók kupadöntőjét, a Szabad Föld-kupa döntőjét rendszeresen a Magyar Népköztársasági Kupa döntő előmérkőzéseként bonyolították le. A döntőben való részvételre az az alsóbb osztályú együttes jogosult, amelyik a legmesszebb jutott a Magyar Népköztársasági Kupában.
1976-ban a Magyar Labdarúgó-szövetség Játékvezető Bizottsága (JB) szakmai munkájának elismeréseként felkérte, a Paks–Sülysáp (4:2) döntő összecsapás szolgálatára.
| Időpont        | Helyszín             | Mérkőzés típusa | Mérkőzés            | Eredmény | Nézők száma |
| -------------- | -------------------- | --------------- | ------------------- | -------- | ----------- |
| 1976.május 22. | Népstadion, Budapest | döntő           | Paksi SE–Sülysáp SE | 4 – 2    | 2000        |